# مقصر نقري
المُقصر النقريّ هي نوع من الملابس الداخلية النسائية، يشبه في شكله المقصر الفرنسي ‏. وكما يوحي اسمه، فهو نوع من البناطيل القصيرة، إذ يغطي منطقة الحوض والجزء العلوي من الفخذين. يعود أصل الاسم إلى البناطيل القصيرة التي كان يرتديها راقصو النقري خلال ثلاثينيات القرن العشرين أثناء ممارسة روتينهم. تُصنع المقصرات النقرية في الغالب من المخرم أو الحرير أو الساتان أو البوليستر أو الرايون أو القطن. وقد تُزركش بعض المقصرات بكشكشة.